# La Estrella (Chile)
La Estrella es una comuna de Chile de la provincia Cardenal Caro, en la región del Libertador General Bernardo O'Higgins, en la zona central de Chile.

## Historia
El nombre de la comuna es atribuido al convento del mismo nombre fundado en 1635. Ese año, la congregación de los sacerdotes católicos Agustinos de Santiago decide fundar el Convento de «La Estrella», con acuerdo de los encomenderos que explotaban estas tierras, con el objeto de adoctrinar o catequizar a los indios que vivían en sus predios. Con el tiempo aumentaron el número de sacerdotes que habitaron este lugar dando origen al convento de la congregación de los Padres Agustinos.
El archivo del convento (que data de 1772) consta que los libros originales que documentan la fundación del lugar fueron quemados en un incendio, pero registran los hechos fundamentales narrados anteriormente.
La comuna se establece oficialmente bajo la administración del presidente Jorge Montt, el 22 de diciembre de 1891.
Francisco Astaburoaga en 1899 en su Diccionario Geográfico de la República de Chile: 271  escribió sobre el lugar:

Estrella.-—Aldea del departamento de San Fernando, situada hacia su costa en los 34° 11' Lat. y 71° 40' Lon., á 15 kilómetros de la margen izquierda del río Rapel y á 12 al SE. de la aldea del Rosario. Ocupa su asiento una pequeña planicie, y contiene una población de 524 habitantes con un antiguo convento agustino bajo la advocación de San Nicolás de Tolentíno, del cual trae la aldea su origen, con estafeta, escuela gratuita, &c. A su inmediación se halla el fundo de la Cueva.

Años más tarde el geógrafo Luis Risopatrón lo describe como una ‘villa’ en su libro Diccionario Jeográfico de Chile en el año 1924:: 328 

Estrella (Villa) 34° 11' 71° 38'. De corto caserío, con servicio de correos, telégrafos i escuelas públicas, se encuentra asentada en una pequeña planicie, en medio de un terreno quebrado, en la banda W del rio Rapel, a unos 12 kilómetros hacia el SE de la aldea de El Rosario; obtuvo el título de villa por decreto de 30 de junio de 1898.

## Medio ambiente

### Geografía

Trazado simplificado de los ecosistemas y cuerpos de agua presentes en la comuna de La Estrella.

La comuna de La Estrella se encuentra emplazada en las unidades geomorfológicas de Llanos de sedimentación fluvial o aluvional y Cordillera de la costa; y presenta según la clasificación climática de Köppen clima mediterráneo de lluvia invernal (Csb). Esta además se halla entre las cuencas hidrográficas de Costeras del río Rapel y Estero Nilahue y río Rapel. Además, la comuna posee diversos cuerpos de agua, entre los que se destacan el lago Rapel y el estero San Rafael.

### Componentes bióticos
Dentro del territorio de la comuna se pueden hallar los siguientes ecosistemas:   
- Bosque esclerófilo mediterráneo costero donde predominan Lithrea caustica y Azara integrifolia (En peligro crítico)
- Bosque espinoso mediterráneo costero donde predominan Acacia caven y Maytenus boaria (Vulnerable)

### Medidas de protección ambiental y conflictos socioambientales
Hasta 2022, la comuna de La Estrella cuenta con las siguientes zonas que poseen algún nivel de protección ambiental:
- Cordillera de la costa Norte y Cocalán (Sitios Ley 19.300)[12]
- Navidad Tanumé (Sitios ERB)[13]

## Demografía
La comuna de La Estrella abarca una superficie de 435 km² y una población de 3.041 habitantes (censo INE año 2017), correspondientes a un 0,54 % de la población total de la región y una densidad de 9,70 hab/km², siendo la comuna menos poblada de la región. Del total de la población, 1.537 son mujeres y 3.007 son hombres. Un 51,09 % corresponde a población rural y un 48,91 % a población urbana.

## Administración

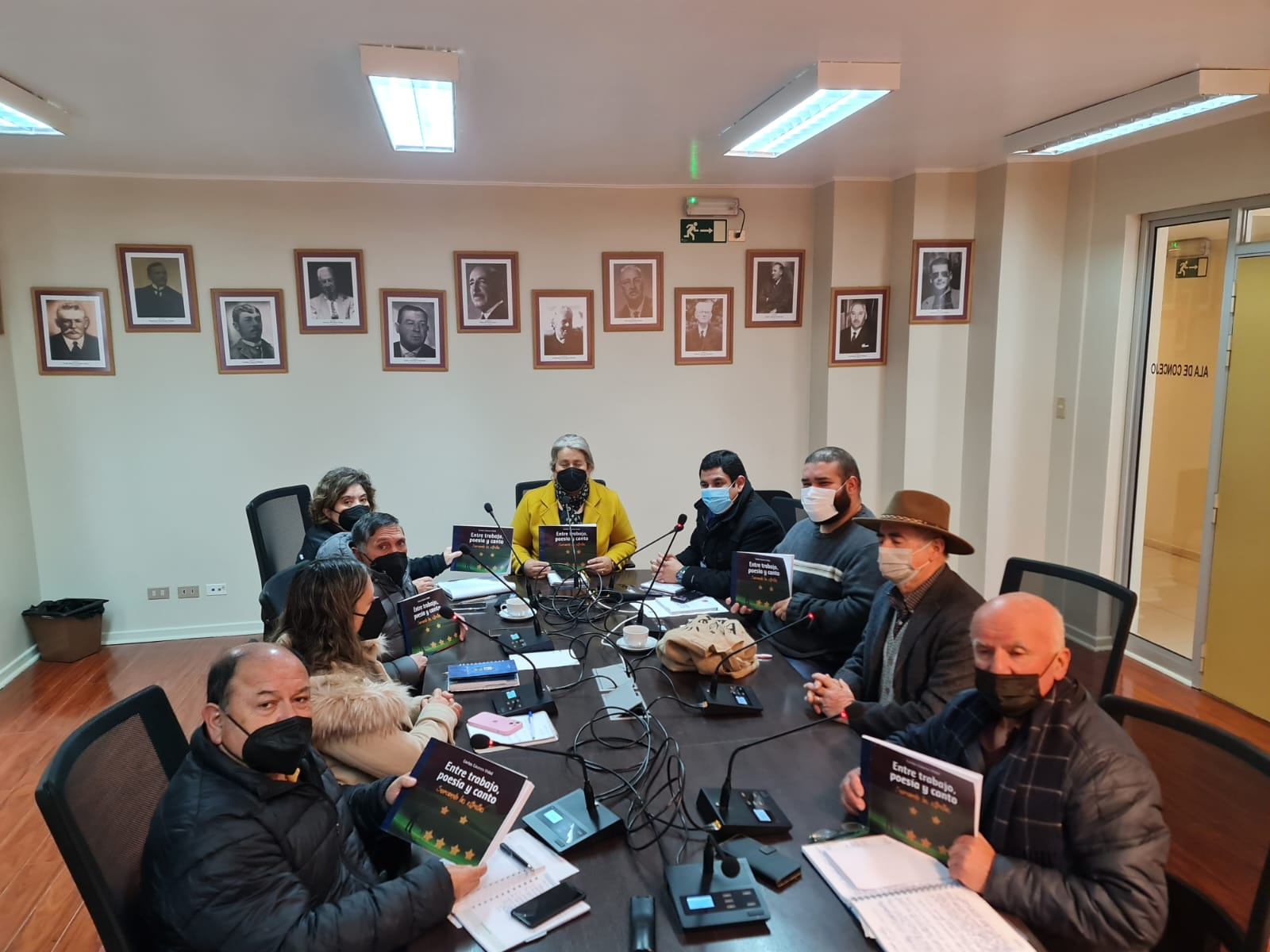
Sesión ordinaria Concejo municipal de La Estrella 2022

### Municipalidad
La Ilustre Municipalidad de La Estrella es dirigida por el alcalde Valentín Vidal Rubio (Ind/Partido Radical), la cual es asesorada por los concejales:
- Galvarino Pastrián Pino (RN)
- Gladys Zamorano González (Ind/UDI)
- Andrés Fernández Tapia (UDI)
- Marcelo Fernández Palominos (Ind/PR)
- Cristian Osorio Pino  (Ind/PR)
- Sandra Orellana Cáceres (RN)

### Representación parlamentaria
Integra junto con las comunas de Placilla, Pichilemu, Chépica, Santa Cruz, Palmilla, Peralillo, Lolol, Litueche, Nancagua, Marchigüe y Paredones el distrito electoral N.º 35 y pertenece a la 9.ª circunscripción senatorial (O'Higgins).

## Economía
La Estrella es una zona predominantemente agrícola y ganadera, cuyo desarrollo económico está profundamente ligado a la producción agrícola. Entre los cultivos más representativos de la comuna se encuentran el trigo, los garbanzos, las lentejas, las arvejas, el maíz y la cebada, productos esenciales que contribuyen al sustento de muchas familias y a la actividad comercial de la región. Además, la producción de bebidas alcohólicas tradicionales como la chicha y el aguardiente es una parte importante de la cultura local, especialmente en festividades y celebraciones populares.
El cultivo de árboles frutales es también una actividad destacada en la comuna. Se siembran una gran variedad de especies, entre las que se encuentran guindos, ciruelos, manzanos, higueras, membrillos, olivos, duraznos, entre otros, los cuales no solo proporcionan frutos de consumo local, sino que también son una fuente importante de ingresos para los productores de la zona.
En cuanto a la ganadería, La Estrella se caracteriza por la crianza de ovinos, caprinos y bovinos, lo que constituye una parte fundamental de la economía rural. La ganadería en la comuna no solo satisface las necesidades locales de carne y leche, sino que también contribuye al abastecimiento de mercados cercanos. La crianza de estos animales ha sido una tradición arraigada, fundamental para la vida rural y para el sustento de muchas familias en la región.

## Sitios de interés

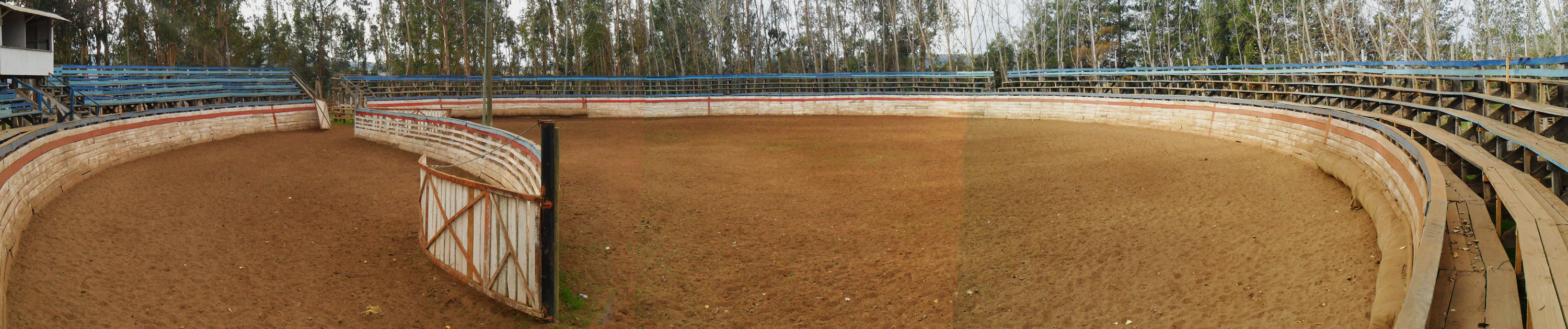
Medialuna de La Estrella.

La comuna de La Estrella cuenta con un valioso y diverso patrimonio arquitectónico, especialmente en lo que respecta a edificaciones construidas en adobe. Entre los elementos más destacados se encuentran las tradicionales casas patronales de los sectores de Mallermo y San Miguel de los Llanos, así como las numerosas capillas rurales que, dispersas a lo largo de la comuna, reflejan la historia y la identidad local. Estas estructuras, que forman parte de la riqueza cultural de la zona, han sufrido el impacto de los recientes terremotos que han afectado a la región.
Uno de los ejemplos más significativos de este deterioro es la antigua iglesia de La Estrella. La fachada original de este edificio sufrió severos daños durante el terremoto de 1985, dejándola en condiciones críticas, lo que llevó a su demolición. A pesar de ello, se logró conservar la fachada, un testimonio de la arquitectura religiosa de antaño. Sin embargo, el terremoto de 2010 provocó el colapso de esta estructura, dejando en evidencia la fragilidad del patrimonio local ante los embates de la naturaleza. A pesar de estos desafíos, el patrimonio arquitectónico de La Estrella sigue siendo un símbolo de la historia y la identidad de la comuna, que lucha por preservar estas piezas fundamentales de su cultura.

## Medios de comunicación

### Radioemisoras
FM
- 98.5 MHz - Radio Santina
- 100.1 MHz - Radio Cariño